# シローネ
シローネ（伊: Sirone）は、イタリア共和国ロンバルディア州レッコ県にある、人口約2,300人の基礎自治体（コムーネ）。

## 地理

### 位置・広がり
レッコ県南部のコムーネ。県都レッコから南南西へ11km、コモから東南東へ19km、ミラノから北北東へ36kmの距離にある。

#### 隣接コムーネ
隣接するコムーネは以下の通り。
- バルザーゴ
- ドルツァーゴ
- ガルバニャーテ・モナステーロ
- モルテーノ
- オッジョーノ

### 気候分類・地震分類
気候分類では、zona E, 2457 GGに分類される。
また、イタリアの地震リスク階級 (it) では、zona 3 (sismicità bassa) に分類される。

## 行政

### 分離集落
シローネには、以下の分離集落（フラツィオーネ）がある。
- San Benedetto, Rettola, Berta, Scoruscio, Chiarello, Pascolo